# Frans-Monegaskisch Verdrag (1861)
Het Frans-Monegaskisch Verdrag werd in 1861 tussen Monaco en Frankrijk gesloten. 
Het verdrag werd gesloten tussen keizer Napoleon III van Frankrijk en prins Karel III van Monaco. Met het verdrag garandeerde Frankrijk de Monegaskische soevereiniteit, nadat het na het Congres van Wenen tot 1860 een protectoraat van Sardinië was geweest. Bovendien verkocht Monaco de steden Menton en Roquebrune, destijds zo’n 95% van het grondgebied van Monaco, voor 4 miljoen francs aan Frankrijk. Prins Karel III bedong ook van Frankrijk:
- de creatie van een douane-unie tussen Frankrijk en Monaco;
- het aanleggen door Frankrijk van een steenweg tussen Nice en Menton;
- een station in Monaco op de spoorlijn Nice - Genua.